# شب‌پره انگور
شب‌پره انگور (نام علمی: Paralobesia viteana)، شب‌پره‌ای از خانوادهٔ برگ‌پیچان است که در شرق آمریکای شمالی و غرب کلرادو یافت می‌شود، جایی که یک آفت کشاورزی مهم در تاکستان‌ها است. مترادف آن، Endopiza viteana اغلب در ادبیات استفاده می‌شود، اما با Paralobesia viteana در JW Brown (2006) جایگزین شد.